# Jan Bogumił Larius

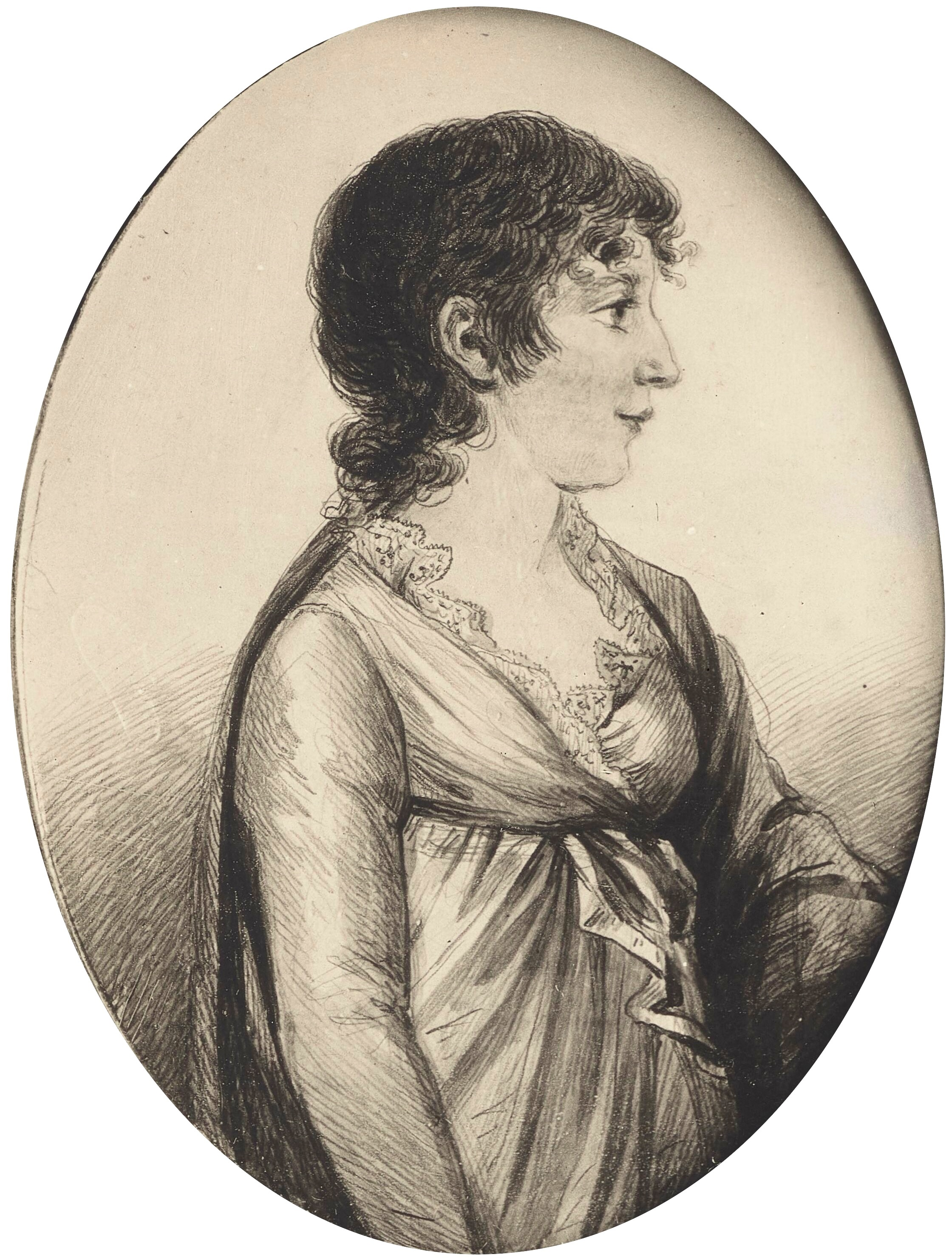
Portret Barbary z Dembińskich Czackiej, żony Tadeusza Czackiego z około 1804 r.

Jan Bogumił Larius (ur. 1776 w Moskwie, zm. 27 marca 1842 w Krzemieńcu) – polski malarz.

## Życiorys
Urodził się w 1776 w Moskwie i ukończył Akademię Drezdeńską. W 1815 został powołany przez Tadeusza Czackiego do Liceum Krzemienieckiego na profesora rysunku i malarstwa.

## Twórczość
1. obraz olejny Koszyk z owocami,
2. Portret dziewicy polskiej,
3. Portret dziewicy rosyjskiej,
4. Owoce,
5. Kwiaty,
6. Widok świątyni Sybilli w Puławach,
7. Wodospad wpośród skał,

### akwarele
1. Dwa Krajobrazy, akwarelą,
2. Dwa Portrety młodych niewiast, akwarelą,

Zmarł 27 marca 1842 w Krzemieńcu.